# Hoàng Minh Chính (nhà thơ)
Hoàng Minh Chính (1944 – 7 tháng 3 năm 1971) là một nhà thơ người Việt Nam. Ông nổi tiếng với bài thơ Đi học được in trong sách giáo khoa và đã được nhạc sĩ Bùi Đình Thảo phổ nhạc thành bài hát thiếu nhi phổ biến cùng tên.

## Tiểu sử
Hoàng Minh Chính sinh năm 1944 tại Nam Định, là cháu ruột của Nhượng Tống. Năm 1948, do các cuộc càn quét của Quân đội Pháp trong Chiến tranh Đông Dương, gia đình ông sơ tán lên Phú Thọ.
Đầu năm 1964, trong thời gian diễn ra Chiến tranh Việt Nam, Hoàng Minh Chính đã viết đơn xin nhập ngũ. Năm 1966, ông là thượng úy đại đội trưởng thuộc Sư đoàn 312 chiến đấu tại mặt trận Quảng Trị.
Tháng 11 năm 1970, Hoàng Minh Chính khi đó vẫn là đại đội trưởng của Sư đoàn 5 tại chiến trường Campuchia. Đầu năm 1971, Quân lực Việt Nam Cộng hòa đã mở một trận càn quét lớn tại vùng Đông Bắc Campuchia. Đơn vị của ông nhận nhiệm vụ bao vây và cô lập Chiến đoàn 9, Sư đoàn 5 Việt Nam Cộng hòa tại Kratié, Campuchia. Vào đêm ngày 7 tháng 3 năm 1971, Đoàn Minh Chính cùng 11 đồng đội đi trinh sát. Sau khi trinh sát, họ đang rút quân tới bìa rừng cao su thì bất ngờ bị trúng pháo kích của Quân lực Việt Nam Cộng hòa. Đoàn Minh Chính bị thương rất nặng và đã hy sinh tại Trạm quân y Tiểu đoàn.

## Tác phẩm
- Đi học
- Được tin